# フラーハウス
『フラーハウス』（原題：Fuller House）は、アメリカのNetflixのシチュエーション・コメディ（テレビドラマ）。2016年2月26日より配信が開始された。
1987年から1995年にかけて米ABCテレビで放送された『フルハウス』のスピンオフシリーズである。

## 概要
テレビシリーズの『フルハウス』の続編は2007年頃から構想はあったが、長らく実現には至っていなかった。しかし、2015年にトーク番組『ジミー・キンメル・ライブ』にてジョン・ステイモスが本作の制作を明らかにした。オリジナルシリーズに出演したキャストと交渉の結果、オルセン姉妹を除くメインキャスト全員の出演が決定し、本作の実現に至った。また、『フルハウス』にゲスト出演した俳優たちが当時と同じ役で再出演した。
本作の日本語吹き替えキャストは、オリジナルシリーズの声優陣がそのまま起用された。2016年12月に本作に出演したキャンディス・キャメロン・ブレ、ジョディ・スウィーティン、アンドリア・バーバー、ボブ・サゲット、およびデイブ・クーリエが来日し、自分たちの吹き替えを担当する声優達と対面した。
オリジナルシリーズに引き続き、制作総指揮にはジェフ・フランクリンが就いていたが、脚本家たちに対する問題発言や撮影現場での公私混同を理由に、2018年2月にワーナー・ブラザース・テレビジョンを解雇され、制作総指揮を解任された。第4シーズン以降の制作はフランクリンの関与なしで行われることが伝えられている。
テーマ曲はオリジナルシリーズと同じく「Everywhere You Look」であるが、本作ではブッチ・ウォーカー監修、カーリー・レイ・ジェプセン歌唱による新バージョンが使われている。

## 制作
撮影はロサンゼルスのワーナー・ブラザース・スタジオで行われた。撮影に際し、テレビシリーズでタナー家の外観として使われたサンフランシスコの民家を再現したセットがスタジオに建てられてた。また、セット組み立ての際、『フルハウス』製作時の設計図が見つからず、スタッフが『フルハウス』の映像を見て再現をしている。
2017年8月には、シーズン3第10話「日本で親友の結婚式（My Best Friend's Japanese Wedding）」の撮影が東京で行われ、本作の主要キャストが来日している。

## 配信
2016年2月26日にシーズン1・全13話の配信が開始された。
シーズン2は2016年3月2日に制作が発表され、同年12月9日より全13話の配信を開始した。
シーズン3は同年12月29日に全18話の制作が発表され、2017年9月22日に9話の配信を開始し、残る9話は12月22日に配信が開始された。シーズン4は2018年1月に製作が発表され、同年12月14日に全13話の配信が開始された。シーズン5は2019年1月に制作が発表され、同時に同シーズンをもって本作が終了することもアナウンスされた。最終シーズンは2019年12月6日に全18話のうち9話が公開され、残りの9話は2020年6月2日に公開された。

## 登場人物

### レギュラー

#### オリジナルシリーズからの登場人物
ドナ・ジョー・マーガレット・タナー・フラー （Donna Jo Margaret Tanner-Fuller）
演 - キャンディス・キャメロン・ブレ、日本語吹替 - 坂本千夏
愛称は「D.J.」。消防士のトミー・フラーと結婚し3人の息子の母親となったが、1年前に夫のトミーが殉職し、息子たちと共にタナー家に戻ってきた。父親のダニーたちがLAへ引っ越すことになり、1人で3人を育てる不安を抱える彼女の本音を聞いたことで、ステファニーとキミーが同居を決めることになった。
現在はチャイナタウンにあるハーモンペットクリニックに獣医として勤務している。院長のハーモン医師の引退により、ペットクリニックの共同経営者になった（第11話）。
父であるダニーに似て息子たちを溺愛しており、それが返って逆効果になることもある（第21話）。一方で躾にも厳格（第4話、第6話）。また仕切りたがることもあり、感謝祭の時には「パパもここまでじゃなかった」とステファニーが呆れるほどに事細かに段取りを考えていた（第19話）。
院長の息子で同僚のマットと、かつての恋人だったスティーブの間で心が揺れていた。マットと交際を始めるがスティーブのことを諦めきれず、どっち付かずの状態が続いていたが、スティーブの結婚式が失敗した際にスティーブとよりを戻した。
ステファニー・ジュディス・タナー （Stephanie Judith Tanner）
演 - ジョディ・スウィーティン、日本語吹替 - 大谷育江
愛称は「ステフ（Steph）」。
ミュージシャンを志す一方、「DJタナー」（「DJステファニー」はすでにいた為）として世界中を旅してまわっていたが、姉D.J.の本心を知りフラー家に住み込む。しかし、仕事が少ないため自宅にいることが多く、よくDJや甥たちから仕事を探すように勧められている。
かつてのジェシーのように恋人はとっかえひっかえで真剣な恋愛はご無沙汰。野球選手のハンター・ペンスと付き合った時はネット上でペンスのスランプの原因「謎のブロンド」呼ばわりされており、『私を野球に連れてって』を歌い歌手デビューするも、観客のブーイングにキレて彼との別れを宣言した（第10話）。
シーズン2でキミーの弟・ジミーと恋人になる。
実は子供が作れない体であり、分かったのが義兄であるトミーの死と前後したことと自分自身が子供がほしいと思わなかったことで誰にも話していなかった。シーズン3で代理母出産なら、可能性があることが判明しており、その後キミーが代理母を買って出た事でジミーとの子供を授かる。
D.J.のクリニックのハーモン先生の引退パーティをきっかけにキミーの仕事を手伝うことになる（第11話）。フェルナンドの代わりにキンバリーナ・ミ・アモーレを歌った際には、場の空気に呑まれたキミーにキスされる（第12話）。
キンバリー・ルイーズ・ギブラー （Kimberly Louise Gibbler）
演 - アンドリア・バーバー、日本語吹替 - 伊藤美紀
愛称は「キミー（Kimmy）」。フェルナンドのみは「キンバリーナ（Kimberlina）」と呼称している。
現在は娘のラモーナを育てながら、イベント会社「ギブラー・スタイル」を経営している。D.J.の本心を知りラモーナを連れて念願のフラー家（元タナー家）に住み込む。
エキセントリックな性格は相変わらずで、AT&Tパークでジャイアンツ戦を観戦していた時に一塁ダッグアウト上に登って「ギブラー・スタイル」の宣伝を行ったことで警備員に追い出された（第10話）。
夫のフェルナンドとは別居中。後に復縁を望むようになるが、フェルナンドから突然離婚をせまられる。しかし、その直後にサプライズで再プロポーズをされ、受け入れる（第12話）。翌日再婚式に臨むも、D.J.達との生活が気に入っていると、再婚は先に延ばす（第13話）。一方娘のラモーナに対しては勝手にフラー家への同居を決めた負い目もあってか、躾に甘いところがある（第4話）。
スティーヴン・ヘイル （Steven Hale）
演 - スコット・ウェインガー、日本語吹替 - 高木渉
D.J.の高校時代の最初の彼氏。通称スティーヴ。スペイン旅行で恋人となり、やがて別れるが、プロムで再会する。
現在は足の医師になっており、D.J.が勤務する動物病院の同僚であるマットと彼女を巡ってバトルを繰り広げる。相変わらず食べ物に目がない。
コメットの孫にあたるコメット・ジュニア・ジュニアを飼っている。バツイチで「離婚で金と髪を失った」と発言。
前述の通り髪が薄くなっており、フルハウス時代の自分の髪型を模したカツラを所持している。
D.J.とは20年振りにデートする。
シーズン2ではコニー・ジェーン（通称はC.J.)と交際し、プロポーズしようと練習するが、その姿をC.J.に見られてしまい、激怒して自宅へ帰れられそうになるが、代わりにD.J.がプロポーズする。シーズン2からレギュラーとして出演。
シーズン3でCJとの結婚式を日本で行うことをフラー家の住人達に計画発表し、日本人のプランナーを探す。

#### 本作からの登場人物
ジャクソン・フラー （Jackson Fuller）
演 - マイケル・キャンピオン、日本語吹替 - 山本和臣
DJの長男で13歳。同じクラスのローラに思いを寄せている。ラモーナが来たことで部屋を失い、かつてのDJとステファニーの如く自分たちの部屋割りで揉め、大叔父と大叔母の関係にあるカツォポリス夫妻のもとに住まんと密かに逃げ出して、ジェシーの車に乗り込む。
DJにとってのキミーのように、ボビー・ポプコという変な悪友がいる。
シーズン2でローラと付き合うことになるが、シーズン3では優しすぎると言う理由でフラれる。
歴史のテストでDを取り、DJに無理やり夏期講習を受けさせられ、ジアの娘・ロッキーと出会う。ほかにも彼より成績の悪い友達も数人できた。
DJとマットの動物病院に仕事を教わりに行った際、受付及びコーヒー淹れの才能を開花させる。
日本旅行ではラモーナと共に東京の原宿駅にある竹下通りで猫カフェで猫と戯れていた。
マックス・フラー （Max Fuller）
演 - エライアス・ハーガー、日本語吹替 - 小林由美子
DJの次男で7歳。シーズン2ではすでに8歳になっている。祖父ダニー譲りの潔癖症。お利口さんでお兄ちゃん大好き。兄ジャクソンの宿題を見てあげていることから、勉強はできると思われる。お金持ちな友達と意地を張って他の同じクラスの友達も消防車に乗せようとする。
シーズン2でCJの娘・ローズと出会い、お互い惹かれあい恋人になる。
兄ジャクソンが何故恋愛にいつもあたふたしているのか疑問に思っている。
シーズン3の日本旅行ではサンリオピューロランドへローズやフェルナンドと共に嫌々ながら訪れ、ローズに翻弄されるがそれでも付き合いきる優しさを見せた。
口癖は「ぶっとびのびっくり！（Holy Chalupas）」である。
トミー・フラーJr （Tommy Fuller Jr.）
演 - ダシール・メシット、マックス・メシット、日本語吹替-小橋里美　
DJの三男で生後間もない赤ん坊。ベッキーはトミーの虜。最初に喋った言葉は「ステファニー」。
シーズン3でよく喋るようになり、マックスのお気に入りのぬいぐるみ・ユニを破壊したり、よく動くようになる。
ラモーナ・ギブラー （Ramona Gibbler）
演 - ソニー・ニコル・ブリンガス、日本語吹替 - 佐藤美由希
キミーの一人娘で登場時12歳だったが第7話で誕生日を迎えた。スペイン語を話すことができ、携帯依存症。フラー家との同居を嫌がっていたが、キミーがフェルナンドと再婚しようとした時は引越しを寂しがった。転校当初は友達ができないことに悩むが、ジャクソンのおかげでローラと友達になる。ダンスが得意。
シーズン2でジャクソンの友人・ボビー・ポプコとファースト・キスをした翌日彼女を見せられ、幻滅するも、やがて別れポプコとシーズン3では付き合うことに。しかし、スティーブの結婚式で5日間日本に行く間、寂しいから別の子とデートしたいとカードで出発前に告げられ、別れることに。
日本旅行で日本で有名なジャニーズアイドルのSexy Zoneのメンバーであることを知らずにマリウス葉と遭遇し、彼からライブチケットを貰って、ジャクソンと一緒に東京ドームに行き、Sexy Zoneと一緒に舞台に立って踊った。
フェルナンド・ヘルナンデス・ゲレロ・フェルナンデス・ゲレロ （Fernando Hernandez-Guerrero-Fernandez-Guerrero）
演 - フアン・パブロ・ディ・パチェ、日本語吹替 - 伊藤健太郎
アルゼンチン系アメリカ人でキミーの夫だが、女癖の悪さから妻子と別居中。離婚間近の状態にあるものの、まだ未練があるのかよりを戻そうとする。職業はレーサーだが、美容師の経験もある。
ステファニー作曲でキンバリーナ・ミ・アモーレという曲をキミーに送り、離婚届を渡し、直後婚約した。
シーズン2冒頭、家賃滞納で住んでいたアパートを追い出されてフラー家に（半ば強引に）引っ越してきた。シーズン2からレギュラーに昇格。
シーズン3でフラー家と隣接する元ギブラー家を黙って購入し、ジミーと住むことになる。その後、フラー家とギブラー家とを隔てる塀に扉を無断で取り付けた。
なお、ギブラー家はギブラー姉弟が幼少期を過ごした当時と全く同じ内装にしたり、娘のために大量のお菓子を部屋の棚に配置し、ダンス練習がいつでもできるようにダンススタジオにもなるよう改装した。
マット・ハーモン （Matt Harmon）
演 - ジョン・ブラザートン、日本語吹替 - 小松史法
DJの勤務するハーモンペットクリニックの同僚の獣医で院長の息子。当初、父が戻ってくるまでの短期間の滞在予定だったが、DJと共に引退した父のペットクリニックを継ぎ、共同経営者となる。スティーブとDJを巡って三角関係になる。
シーズン2冒頭でスティーブと女の子を紹介し合い、スポーツ大好きな彼女クリスタルが出来るが、すぐに別れ、DJと付き合うことになった。シーズン2からレギュラーに昇格した。
お化けが嫌いで、元ギブラー家でポルターガイストが起こった時、人一倍怖がっていた。
日本でDJにプロポーズし、一旦はOKを貰うも…。
ジミー・ギブラー（Jimmy Gibbler）
演 - アダム・ハーゲンバッチ、日本語吹替 - 佐藤せつじ
キミーの弟。シーズン2から登場。世界中を旅してまわる写真家でキャンピングカーに住んでいる。昔からステファニーに憧れていたらしく、フラー家の前に車を停めて、ステフを口説くが最初はキミーの弟であることから、相手にしてもらえなくなった。しかし彼自身の良さを知られることで、すぐ両想いに。
シーズン3では彼曰く「宇宙の導き」で、フェルナンドと一緒に元ギブラー家に住むことになる。シーズン3からレギュラーに昇格した。
コスモ （Cosmo）
マックスの願いでフラー家で飼育されることになったゴールデン・レトリバー。かつてタナー家で飼われていたコメットの曽孫に当たるスティーブの飼い犬コメット・ジュニア・ジュニアを母に持つ。タナー家で長年にわたり愛用されていた青いアンティークソファーの一部を噛み剥がしてしまい、結局同じものを買い替える羽目になった。そのおかげで、ダニーは嘆くが、その生地を再利用してジャケットをステファニーからプレゼントされて大喜びする。シーズン2ではすっかり成犬となって大きくなっている。スティーブの恋人が飼育してるウサギをメスと勘違いして、にんじんを咥えてプレゼントする。
正式名は「コスモ・T．D・フラー（Cosmo・The.Dog・Fuller）」
独立記念日のダニー・タナーの綺麗なパイ早食い競争でみんながパイ投げをする中、優勝した。ひいおじいさんのコメットも91年に優勝している。

### 準レギュラー・ゲスト

#### オリジナルシリーズからの登場人物
ジェシー・カツォポリス （Jesse Katsopolis）
演 - ジョン・ステイモス、日本語吹替 - 堀内賢雄
現在はロサンゼルスで『ジェネラル・ホスピタル』の音楽を担当するなど音楽活動を続けている。
髪と肌の手入れを怠らず、自慢の髪は健在。またエルヴィス・プレスリー好きも相変わらずで、トミーにジャンプスーツを模したベビー服を着せたこともある（第1話）。
妻であるベッキーへの愛情は出会って28年経っても変わらず、ベッキーがタナー家に滞在した際には部屋いっぱいの薔薇を送った（第9話）。
養子を欲しがるベッキーに対して老い先の不安と息子たちがようやく手がかからなくなったことから反対しケンカになるが、後に亡き姉・パメラ(演 マディリン・ジェファーソン、マッケンジー・ジェファーソン /日　和多田美咲)の名をつけた女の子の赤ちゃんを迎える（第19・26話）。
シーズン3では、パメラを寝かしつけようにも寝てくれず、子育てに自信を無くす。
ダニエル・アーネスト・タナー （Daniel Earnest Tanner）
演 - ボブ・サゲット、日本語吹替 - 大塚芳忠
愛称は「ダニー（Danny）」。ロサンゼルスで全国ネット番組「Wake up,USA」（日本語吹き替え版では「おはようUSA」）への出演が決まり、サンフランシスコの家を売却しようとしたがD.J.たちに譲った。
ハグ魔と潔癖症ぶりは変わらないが家具に対しても思い入れが強く、コスモがソファーカバーを食いちぎった跡を見て悲嘆にくれたり、ステファニーがソファーカバーのジャケットを贈ったときには大喜びした（第8話）。
また今までの人生が「潔癖症のハグ魔」だったと振り返り、残りの人生を好きに過ごそうと考えて、レンタルのフェラーリに乗り、嫌いな葉巻を吸うなど無理な行動をしていたことがある（第19話）。
テリー（演:エヴァ・ラルー/日本語吹替- 木下紗華）と再婚したが、シーズン3で離婚した。この影響で数週間ぐらいホテルで生活をしていた。
ジョゼフ・アルヴィン・グラッドストーン （Joseph Alvin Gladstone）
演 - デイブ・クーリエ、日本語吹替 - 山寺宏一
愛称は「ジョーイ（Joey）」。現在はラスベガスでベネチアンに週10回立つほどのコメディアンになっている。
マジシャンのジンジャーと結婚し、4人の手に負えない年子の子供・グラッドストーン4を育てている。ハモると、「Buy me a coke!」（吹き替えではハッピー・アイスクリーム）と言うのがお決まり。
ホッケーを信仰する「ゴールの守護神教」を立ち上げて牧師となり、ジェシーとベッキーの銀婚式、フェルナンドとキミーの再婚式を執り行った（第13話）。
D.J.たちがクラブに出かける際に子供たちの面倒を見るためにタナー家に舞い戻ってくる。その際に最近の子供は携帯いじりに夢中で遊ばないことに嘆く（第3話）。感謝祭では出席連絡をし忘れた上、妻でマジシャンのジンジャーとやんちゃ盛りのグラッドストーン4を連れてきて、ラモーナとジャクソン、マックスをげんなりさせた(第19話)。大人たちがみんな旅行に出かける時には持ってきたドーナツでフラー家全員とラモーナを食あたりにしてしまい、マットに看病をされることに（第22話）。
レベッカ・ドナルドソン・カツォポリス （Rebecca Donaldson-Katsopolis）
演 - ロリ・ロックリン、日本語吹替 - 佐々木優子
愛称は「ベッキー（Becky）」。現在はダニーと共に「Wake up,USA」に出演している。
すっかり成長し、可愛くなくなった息子達のせいか、赤ん坊のトミーにメロメロで離さない。もう一人欲しいと発言。
シーズン2で最初は反対するジェシーと喧嘩していたが、最終話で養子・パメラを迎える。
ステフの体のことを知り、シーズン3では無理やりセカンドオピニオンに診察を受けさせ、協力を申し出る。
シーズン5では第15話においてネブラスカ州に住む母親の手伝いをしていることだけがジェシーによって語られており、同シーズンには一度も登場していない。
ニコラス・カツォポリス （Nicholas Katsopolis）
演 - ブレイク・トゥオミー＝ウィルホイット、日本語吹替 - 阿部敦
アレクサンダー・カツォポリス （Alexander Katsopolis）
演 - ディラン・トゥオミー＝ウィルホイット、日本語吹替 - 阿部敦
ジェシーとベッキーの双子の息子たち。大学に6年間通っていたが、学んだのはサーフィンのみ。シーズン2でようやく大学を卒業し、ジェシーの出資で兄弟でフィッシュタコスのトラック販売を始める。双子であるため外見の区別が付きにくく、いとこ甥のマックスでさえもよく間違える。
ハリー・タキヤマ （Harry Takiyama）
演 - マイケル・サン・リー(Michael Sun Lee)、ネイサン・ニシグチ(幼少期)、日本語吹替-関雄、折笠愛(幼少期)
子供時代のステファニーの同級生。日系人。
シーズン1第9話とシーズン5最終回に登場、現在ではジェシーの会計人となっている。
尚、本作ではオリジナルシリーズで同役を演じてたネイサン・ニシグチとは別人のマイケル・サン・リーが演じている。
ジア （Gia Mahan）
演 - マーラ・ソコロフ、日本語吹替 - 石塚理恵
ステフの旧友。学生時代は喫煙もしていたほか、ステフとは悪友然りとした関係だった。
過去にステフと組んでいたバンド「ガールズトーク」を再結成する。
ロッキーとジャクソンが友人である事から度々登場し、その度にDJと嫌味の応酬を繰り広げている。
シーズン4ではマットの新恋人であることが発覚。
キャシー・サントニ （Kathy Santoni）
演 - アン・マリー・マセボイ（Anne Marie McEvoy）、日本語吹き替え- 佐藤ユリ
D.J.、キミーの学生時代の同級生。
シーズン2の同窓会で登場している。
ニック・カツォポリス （Nicholas "Nick" Katsopolis）
演 - ジョン・アペレア（John Aprea）、日本語吹替 - 側見民雄
ジェシーとパメラの父親。シーズン3で日本に出かけるフラー家からトミーを預かるためちらっと現れる。
赤ん坊を連れているとモテると発言。妻のアイリーンが存命かは不明。
ビッキー・ラーソン （Vicky Larson）
演 - ゲイル・エドワーズ（Gail Edwards）、日本語吹替 - 幸田直子
オリジナルシリーズでダニーと付き合っていたニュースキャスター。
オリジナルシリーズシーズン7でダニーと破局してからは登場が無かったが、シーズン3の最終回で登場し、シーズン5の最終回にも登場した。
デレク （Derek S. Boyd）
演 - ブレイク・マッキバー・アーウィン（Blake McIver Ewing）、日本語吹替-山口登
ミシェルの友達。
シーズン5の最終回のみ登場し、ダニーとジョーイが主催するD.J.たちの結婚式の神父のオーディションにジアやマット、ライリーと共に参加し、終始、得意の歌唱を披露していた。
尚、ミシェルや、久々の再会に関する言及はない。

#### 本作からの登場人物

##### シーズン1からの登場
トミー・フラー （Tommy Fuller Sr.）
演-ダン・ティール、日本語吹替-　荒井勇樹
DJの夫でフラー三兄弟の父。職業は消防士。DJがトミージュニアを妊娠中に火災事故で殉職した。よくジャクソンを職場にある消防車に乗せていた。故人であるため、ドラマでは写真でしか登場しない。
ローラ （Lora）
演 - アシュリー・リャオ、日本語吹替 - 宇山玲加
ジャクソンとラモーナの学校のクラスメイトで黒髪ロングヘアの日系アメリカ人。米国育ち故に日本語は話せない。
ジャクソンから想いを寄せられている。ジャクソンの起こした騒ぎがきっかけで、ラモーナに関心を持ち、最初の友人となる。
蜘蛛のブチというペットを飼っている。
シーズン3でジャクソンと別れ、その後引っ越した事がシーズン4で言及されている。
ボビー・ポプコ（Bobby Popko）
演 - アイザック・プレスリー、日本語吹替 - 石井マーク、新祐樹(S5-18話のみ)
ジャクソンの悪友。ハット、免税のコロンなど、かっこつけな性格。
シーズン2からはフラー家によく出入りするようになり、フラー家のカウントダウンパーティーにも参加する。
シーズン3ではラモーナと付き合うようになるが、日本に行く直前にラモーナを振る。
テイラー（Taylor）
演 - ルーカス・ジェイ、日本語吹替 - 冨田泰代
マックスの同級生。マックスに対抗意識を燃やすも父親の手助けを借りている。
ローズとは幼稚園の時に付き合っていた（と語るが、実際は3回一緒におやつを食べただけ）。

#### シーズン2からの登場
CJ（コニー・ジェーン）（Connie Jane "C.J." Harbenberger）
演 - ヴァージニア・ウィリアムズ、日本語吹替 - 村中知
スティーブの彼女。ローズという1人娘がいる。ハグが大好きな一家出身で仕草がDJとよく似ており、初対面のときにDJを困惑させた。
スティーブとDJの昔のネックレスや、ウェディングドレスの件、カラオケなど、度々見せつけられる仲の良さや歴史に不安を抱いている。
日本で和装での結婚式をスティーブンと行うも……。
ローズ（Rose Harbenberger）
演 - マッケナ・グレイス、日本語吹替 - 白石晴香
CJの1人娘。マックスの初恋の相手。ジャックという名前のうさぎを飼っており、ジャックの様子がおかしいことからDJに診察してもらうべくフラー家に訪れた。その際マックスは恋におち、その後もバレエを一緒に見に行ったり、クリスマスプレゼントに恐竜のフィギュアをプレゼントしたり、怒りに燃えるマックスにもついていくなど相思相愛。
シーズン3では喧嘩が多くなった。
ジンジャー・グラットストーン（Ginger Gladstone）
演 - ローラ・ベル・バンディ、日本語吹替-冨永みーな　
職業はマジシャンでジョーイの妻。四人の子供を育てている。子供には怒らず、面白く伝えるのがモットーの夫婦のせいか子供はやりたい放題。
グラットストーン家の子供
演 - ルビー・ローズ・ターナー(フィリス)、フィン・カー(ルイス)、キングストン・フォスター(ジョーン)、ノア・サルス・ベリーリプソン(ジュリー)、
日本語吹替-古城門志帆(フィリス)、村中知(ルイス)  久野美咲(S2-5話)、日高里菜(S3-8話)(ジョーン)、宇山玲加(ジェリー)
長女・フィリス(8)、長男・ルイス(7)、次女・ジョーン(6)、次男・ジェリー(5)の4姉弟。ジンジャーは「グラッドストーン4」と呼んでいる。
感謝祭でフラー家を訪れた際はジャクソンとマックス、ラモーナの部屋で勝手に物を使ったり、攻撃したり、やりたい放題。
クリスタル（Crystal）
演　ジェンナ・ディドナード、日本語吹替- 藤村歩
マットの彼女。体を動かすことがとても好きで、職業はシルク・ド・ピラティスのコーチ。
DJを諦められないマットとはすぐに別れることになった。
ライリー（Larry）
演 - リュン・ユー、日本語吹替-青山穣
テイラーの父親。息子同様、あまりいい性格とは言えない。
シーズン3でD.J.に恋心を持ち、言い寄り、スティーブの登場で失敗に終わるが、シーズン5の最終回に久々に登場し、ダニー、ジョーイ主催の神父のオーディションに参加するも、理由はD.J.の結婚式をぶち壊したいためである。

#### シーズン3からの登場
ロッキー（Rocki）
演 - ランドリー・ベンダー、日本語吹替 - 白石涼子
ステフの旧友たるジアの娘。黒髪ロングヘアで紫のメッシュ、ゴスメイクをしているが意外と赤ちゃんに弱い。
後にジャクソンと付き合う事になるが、ラモーナとも友人になる。
マンコウスキー（Mankowski）
演 - トレヴァー・ラーカム、日本語吹替-米内佑希
ジャクソンの友人。D.J.に恋心を抱いており、言い寄る事が多く、キミーですら引き気味になるくらいである。
何故か、シーズン4からは登場しなくなる。

#### シーズン5からの登場
イーサン（Ethan）
演 - ノア・A・ジェリー、日本語吹替-梶原岳人
街の配達人であり、フラー家に訪れた際にラモーナに一目惚れし、彼女と付き合う事になる。

### ゲスト出演者
- メイシー・グレイ（英語版） (日本語吹替-福井美樹)- シーズン1、本人役。
- ハンター・ペンス (日本語吹替-三宅健太)- シーズン1、本人役。
- アラン・シック (日本語吹替-金尾哲夫)- シーズン2、クリスタルの祖父マイク役。[注 15]
- ブルーノ・トニオーリ（英語版）(日本語吹替岩崎ひろし)　 - シーズン2、ペニョーレ役。
- ニュー・キッズ・オン・ザ・ブロック (日本語吹替-浜田賢二(ジョー) 花輪英司(ジョーダン)宮本誉之(ダニー) 平修(ジョン) 落合福嗣(ドニー))- シーズン2、本人役。[注 16]
- 川和美輝 - シーズン3、ジェシーとCMで共演している女性役。
- 菅田俊 - シーズン3(日本語吹替-広瀬彰勇)、ドラゴン役。※CJの継父で強面な日本人男性。
- 其原有沙 - シーズン3、下北沢でジャクソンをジャスティン・ビーバーと間違え、声をかける女性役。
- 紅林大空 - シーズン3、上記の女性の友人役。
- Sexy Zone、(日本語吹替-同じ(マリウス葉 )) - シーズン3本人役。[注 17]
- タナー・ブキャナン - シーズン3、チャド・ブラッド・ブラッドリー役。
- ロンゾ・ボール (日本語吹替-濱野大輝)- シーズン3、本人役。
- ジョシュ・ペック (日本語吹替-興津和幸)- シーズン4～5、ベン役。
- リサ・ローブ(日本語吹替-杉村理加 )- シーズン5、本人役。
- カーク・キャメロン (日本語吹替-岩永哲哉)- シーズン5、本人役。[注 18][注 19]
- エリック・アラン・クレイマー (日本語吹替-ボルケーノ太田)- シーズン5、カート役。

## ミシェルの取り扱い
オリジナルシリーズでミシェル・タナーを演じたアシュレー・オルセンとメアリー＝ケイト・オルセンは、既に俳優業を退いていることも影響し、出演が見送られている。制作総指揮のジェフ・フランクリンは代役の起用を避けるべく姉妹に出演を呼びかけたが、折り合いがつかず、姉妹の起用を断念した。このため、本作では最後までミシェルが登場していない。
オルセン姉妹の妹であるエリザベス・オルセンにも出演を打診する動きも非公式ながらあった。
ミシェルの登場はないが、劇中で言及はされている。ニューヨークでファッションデザイナーの仕事をしていることになっており、現実のオルセン姉妹を反映する設定になっている。
ラモーナが「エリザベス＆ジェームズ」の服を買い、キミーがその高額さから「ドラマに出ないはずだ」と言及したり、キミーの再婚前夜（結果的に延期）にはDJ、ステファニー、キミーがNYのミシェルに電話し、留守電で3人がミシェルの口癖だった"You got it, dude."を吹き込む場面がある。感謝祭ではジェシーが「来いよ、楽しいから」とカメラ目線で呼びかける。
シーズン4第1話ではダニー、ジェシー、ベッキーがNYのミシェルに会いに行っており、クリスマスにいない事になっている。

## フラー家（旧タナー家）
かつてはタナー家・カツォポリス家・ジョーイの計9名が生活していたが、物語開始時点ではダニーとフラー家4名の計5名が生活していた。ダニーがロサンゼルスに引っ越してからはフラー家とキミー・ラモーナ親子とステファニーの計7名が同居する。ダニーの妻テリーは1回しか来たことがない、と言うシーズン3のDJの発言から、一緒に住んだことはないと思われる。
家はダニーが引っ越す際に手放す予定だったが、ステファニー達が一緒に住むことを決めた時に売却を止め、フラー家に譲った。

### 地下室
『フルハウス』初期はガレージで、その後ジョーイの部屋、音楽スタジオへと改装された。
再度改装されたのか客室に戻り冒頭ではジョーイが使用していたが、帰省後はステファニーが使用している。しかし、ガールトーク（ステフとキミー、ジアのバンド）が再結成された時は再びスタジオとして使用していた。

### 一階
リビング、キッチン、洗濯室がある。一階のトイレが廃止された模様で、『フルハウス』時代にあったトイレの入り口がなくなっている。キッチンの窓割りも『フルハウス』時代と異なる。

### 二階
バスルーム、4つの部屋がある。
バスルーム
階段を登り、右手一番手前の部屋。
子供部屋（大）
階段を登り、右手手前から二番目の部屋。『フルハウス』時代はD.J.とステファニーが共有、後にステファニーとミシェルが共有していた。
当初D.J.とトミーが使用していたが、子供部屋（中）をラモーナが使用することになったため、ジャクソンとマックスが共有することになった。
元ダニーの部屋
階段を登り、右手手前から三番目の部屋。
長らく登場していなかったが、シーズン5第10話でD.J.の部屋になっている事が確認できる。
子供部屋（中）
階段を登り、左手手前から二番目の部屋。『フルハウス』時代は第4シーズンまでジェシーが、ジェシーとレベッカの結婚後はジョーイが使用。
当初はジャクソンが使用していたが、屋根裏の元ニッキー・アレックスの部屋の使用を拒否したラモーナが使用することになる（ジャクソンは子供部屋（大）へ移動）。
子供部屋（小）
階段を登り、左手一番手前の部屋。『フルハウス』時代は第5シーズン初頭までミシェルが、その後はD.J.が使用。
当初はマックスが使用していたが、現在はトミーが使用（マックスは子供部屋（大）へ移動）。

### 三階（屋根裏）
かつて物置だった部屋で、『フルハウス』第4シーズンで居住スペースに改装してカツォポリス家が使用。第5シーズンでニッキー・アレックス用の子供部屋を増築する。
屋根裏部屋（大）
現在はキミーが使用。「ギブラースタイル」の国際本部を構える。
屋根裏部屋（小）
当初はラモーナが使用する予定だったが拒否したため、空き部屋になる。第9話ではベッキーが使用。

## フラーハウスの家族構成
タナー家
- 夫：ダニエル・アーネスト・タナー（Daniel Earnest Tanner）
- 前妻：（故人）パメラ・タナー

- 娘　ドナ・ジョー・マーガレット・タナー・フラー
- 娘　ステファニー・ジュディス・タナー
- 娘　ミシェル・エリザベス・タナー

カツォポリス家(コクラン家)
- ジェシー・カツォポリス
- レベッカ・ドナルドソン・カツォポリス

- 息子　ニコラス・カツォポリス（Nicholas Katsopolis）
- 息子　アレクサンダー・カツォポリス（Alexander Katsopolis）
- 娘（養子）パメラ・カツォポリス

フラー家
- トミー・フラー（Tommy Fuller Sr.）
- ドナ・ジョー・マーガレット・タナー・フラー
- ジャクソン・フラー（Jackson Fuller）
- マックス・フラー（Max Fuller）
- トミー・フラーJr（Tommy Fuller Jr.）

グラッドストーン家
- ジョゼフ・アルヴィン・グラッドストーン
- ジンジャー・グラットストーン

- 長女・フィリス(8)
- 長男・ルイス(7)
- 次女・ジョーン(6)
- 次男・ジェリー(5)

## エピソード一覧

### シーズン一覧
| シーズン | シーズン | エピソード     | 米国での配信日 |
| -------- | -------- | -------------- | -------------- |
|          | 1        | 13             | 2016年2月26日  |
|          | 2        | 13             | 2016年12月9日  |
|          | 3        | 9              | 2017年9月22日  |
| 9        | 3        | 2017年12月22日 |                |
|          | 4        | 13             | 2018年12月14日 |
|          | 5        | 9              | 2019年12月6日  |
| 9        | 5        | 2020年6月2日   |                |

### シーズン1 （2016年）
| 通算 | 話数 | タイトル                   | 原題                         | 監督                 | 脚本                                              | 配信日 (米国) |
| ---- | ---- | -------------------------- | ---------------------------- | -------------------- | ------------------------------------------------- | ------------- |
| 1    | 1    | ごちゃ混ぜ家族、再び誕生   | Our Very First Show, Again   | Mark Cendrowski      | ジェフ・フランクリン                              | 2016年2月26日 |
| 2    | 2    | ジャクソンの反抗計画       | Moving Day                   | Mark Cendrowski      | ジェフ・フランクリン                              | 2016年2月26日 |
| 3    | 3    | ワイルド・ナイト           | Funner House                 | Katy Garretson       | Amy Engelberg Wendy Engelberg                     | 2016年2月26日 |
| 4    | 4    | 脱走、大失敗               | The Not-So Great Escape      | Katy Garretson       | Andrew Gottlieb                                   | 2016年2月26日 |
| 5    | 5    | マッドマックス             | Mad Max                      | Rich Correll         | Boyd Hale                                         | 2016年2月26日 |
| 6    | 6    | ママはプロレスラー!?       | The Legend of El Explosivo   | Rich Correll         | Julie Thacker Scully                              | 2016年2月26日 |
| 7    | 7    | 全然イケてない誕生日       | Ramona's Not-So-Epic Party   | Rich Correll         | Bryan Behar Steve Baldikoski                      | 2016年2月26日 |
| 8    | 8    | 内緒話とウソと消防車       | Secrets, Lies and Firetrucks | Joel Zwick           | Bob Keyes Doug Keyes                              | 2016年2月26日 |
| 9    | 9    | たくさんのバラに愛を込めて | War of the Roses             | Rich Correll         | Polina Diaz Joe Vargas                            | 2016年2月26日 |
| 10   | 10   | 15年ぶりの恋だから         | A Giant Leap                 | Rob Schiller         | Julie Thacker Scully Andrew Gottlieb              | 2016年2月26日 |
| 11   | 11   | 新しいビジネスパートナー   | Partnerships in the Night    | Katy Garretson       | Bryan Behar Steve Baldikoski Bob Keyes Doug Keyes | 2016年2月26日 |
| 12   | 12   | 過去の男と未来の男         | Save the Dates               | ジェフ・フランクリン | Brian McAuley                                     | 2016年2月26日 |
| 13   | 13   | 決断のとき                 | Love Is in the Air           | Joel Zwick           | ジェフ・フランクリン                              | 2016年2月26日 |

### シーズン2 （2016年）
| 通算 | 話数 | タイトル                 | 原題                               | 監督                 | 脚本                         | 配信日 (米国) |
| ---- | ---- | ------------------------ | ---------------------------------- | -------------------- | ---------------------------- | ------------- |
| 14   | 1    | 夏が終わって             | Welcome Back                       | Rich Correll         | ジェフ・フランクリン         | 2016年12月9日 |
| 15   | 2    | ママは心配性             | Mom Interference                   | Rich Correll         | Boyd Hale                    | 2016年12月9日 |
| 16   | 3    | 初キスは後悔の味         | Ramona's Not-So-Epic First Kiss    | Rich Correll         | Bryan Behar Steve Baldikoski | 2016年12月9日 |
| 17   | 4    | 最高に怖いハロウィーン   | Curse of Tanner Manor              | Rich Correll         | Marsh McCall                 | 2016年12月9日 |
| 18   | 5    | コスモのパパ             | Doggy Daddy                        | Katy Garretson       | Erin Cardillo Richard Keith  | 2016年12月9日 |
| 19   | 6    | 感謝祭は完璧に           | Fuller Thanksgiving                | Katy Garretson       | Jordana Arkin                | 2016年12月9日 |
| 20   | 7    | バンド再結成             | Girl Talk                          | Joanna Kerns         | Nancy Cohen                  | 2016年12月9日 |
| 21   | 8    | でしゃばりもほどほどに   | A Tangled Web                      | Joanna Kerns         | Craig Shoemaker              | 2016年12月9日 |
| 22   | 9    | 予定は未定               | Glazed & Confused                  | Mark Cendrowski      | Eydie Faye                   | 2016年12月9日 |
| 23   | 10   | わが青春のバンド         | New Kids in the House              | Rich Correll         | Boyd Hale Marsh McCall       | 2016年12月9日 |
| 24   | 11   | 高校の同窓会             | DJ and Kimmy's High School Reunion | Eric Dean Seaton     | Bryan Behar Steve Baldikoski | 2016年12月9日 |
| 25   | 12   | 愛がいっぱいのクリスマス | Nutcrackers                        | デイブ・クーリエ     | Kate Spurgeon                | 2016年12月9日 |
| 26   | 13   | 新しい年に新しい赤ちゃん | Happy New Year Baby                | ジェフ・フランクリン | ジェフ・フランクリン         | 2016年12月9日 |

### シーズン3 （2017年）
| 通算 | 話数 | タイトル                     | 原題                                    | 監督                 | 脚本                                 | 配信日 (米国)  |
| ---- | ---- | ---------------------------- | --------------------------------------- | -------------------- | ------------------------------------ | -------------- |
| 27   | 1    | 最高の夏休み                 | Best Summer Ever                        | Rich Correll         | ジェフ・フランクリン                 | 2017年9月22日  |
| 28   | 2    | 頑張りすぎて                 | Break a Leg                             | Rich Correll         | Boyd Hale                            | 2017年9月22日  |
| 29   | 3    | それぞれの独立宣言           | Declarations of Independence            | Rich Correll         | Kellie R. Griffin                    | 2017年9月22日  |
| 30   | 4    | 恥ずかしいキスマーク         | My Little Hickey                        | Jean Sagal           | Maria Brown-Gallenberg               | 2017年9月22日  |
| 31   | 5    | ジェシーおじさんの挑戦       | Uncle Jesse's Adventures in Babysitting | Rich Correll         | Eydie Faye                           | 2017年9月22日  |
| 32   | 6    | 愛しのラモーナ               | M-M-M-My Ramona                         | Jody Margolin Hahn   | Jerry Collins                        | 2017年9月22日  |
| 33   | 7    | そのドレス誰のもの?          | Say Yes to the Dress                    | Rich Correll         | Kate Spurgeon                        | 2017年9月22日  |
| 34   | 8    | もしかして赤ちゃん           | Maybe Baby                              | Rich Correll         | Alisha Ketry                         | 2017年9月22日  |
| 35   | 9    | この先大荒れの予想           | Wedding or Not Here We Come             | Rich Correll         | Bryan Behar Steve Baldikoski         | 2017年9月22日  |
| 36   | 10   | 日本で親友の結婚式           | My Best Friend's Japanese Wedding       | Rich Correll         | Marsh McCall                         | 2017年12月22日 |
| 37   | 11   | トローラー・コースターに挑戦 | Troller Coaster                         | Mark Cendrowski      | Nick Fascitelli                      | 2017年12月22日 |
| 38   | 12   | ドキドキの高校生活           | Fast Times at Bayview High              | Rich Correll         | Eydie Faye Kate Spurgeon             | 2017年12月22日 |
| 39   | 13   | トミーの入園面接             | A Tommy Tale                            | Christian Jensen     | Marsh McCall                         | 2017年12月22日 |
| 40   | 14   | 代理母探し                   | Surrogate City                          | デイブ・クーリエ     | Bryan Behar Steve Baldikoski         | 2017年12月22日 |
| 41   | 15   | ソウル・シスターの絆         | Soul Sisters                            | Phill Lewis          | Boyd Hale                            | 2017年12月22日 |
| 42   | 16   | ハッピーエンディング         | Happily Ever After                      | Rich Correll         | Maria Brown-Gallenberg Jerry Collins | 2017年12月22日 |
| 43   | 17   | 霧の中のフラー家             | Fullers in a Fog                        | Rich Correll         | Eydie Faye Kate Spurgeon             | 2017年12月22日 |
| 44   | 18   | ほら太陽が顔を出す           | Here Comes the Sun                      | ジェフ・フランクリン | ジェフ・フランクリン                 | 2017年12月22日 |

### シーズン4 （2018年）
| 通算 | 話数 | タイトル                   | 原題                | 監督                           | 脚本                          | 配信日 (米国)  |
| ---- | ---- | -------------------------- | ------------------- | ------------------------------ | ----------------------------- | -------------- |
| 45   | 1    | クリスマスの奇跡           | Oh My Santa         | Rich Correll                   | Bryan Behar Steve Baldikoski  | 2018年12月14日 |
| 46   | 2    | ここ一番の本気デート       | Big Night           | Rich Correll                   | Amy Engelberg Wendy Engelberg | 2018年12月14日 |
| 47   | 3    | やりがいを求めて           | A Sense of Purpose  | Linda Mendoza                  | Bob Keyes Doug Keyes          | 2018年12月14日 |
| 48   | 4    | つらい仲間はずれ           | Ghosted             | Mark Cendrowski                | David A. Arnold               | 2018年12月14日 |
| 49   | 5    | 脱出不可能                 | No Escape           | Lynn McCracken                 | Will Griffin                  | 2018年12月14日 |
| 50   | 6    | エンジェルたちの夜遊び     | Angels' Night Out   | Jody Margolin Hahn             | Meg Deloatch                  | 2018年12月14日 |
| 51   | 7    | 過激な選挙運動             | President Fuller    | デイブ・クーリエ               | John D. Beck Ron Hart         | 2018年12月14日 |
| 52   | 8    | ジャクソンの暴走           | Driving Mr. Jackson | Rich Correll                   | Amy Engelberg Wendy Engelberg | 2018年12月14日 |
| 53   | 9    | 完璧じゃなくても           | Perfect Sons        | キャンディス・キャメロン・ブレ | Taylor Friedman               | 2018年12月14日 |
| 54   | 10   | フラー家のゴールデンボーイ | Golden-Toe Fuller   | Rich Correll                   | Bob Keyes Doug Keyes          | 2018年12月14日 |
| 55   | 11   | 干渉するのはやめて         | It's Always Open    | Kimberly McCullough            | Nick Fascitelli               | 2018年12月14日 |
| 56   | 12   | せっかくのプロムに         | The Prom            | デイブ・クーリエ               | Maria Brown-Gallenberg        | 2018年12月14日 |
| 57   | 13   | 新たな始まりの夜           | Opening Night       | Christian Jensen               | Bryan Behar Steve Baldikoski  | 2018年12月14日 |

### シーズン5 （2019 - 2020年）
| 通算 | 話数 | タイトル                     | 原題                                 | 監督                           | 脚本                                                               | 配信日 (米国) |
| ---- | ---- | ---------------------------- | ------------------------------------ | ------------------------------ | ------------------------------------------------------------------ | ------------- |
| 58   | 1    | 名前を決めるのも楽じゃない   | Welcome Home, Baby-to-Be-Named-Later | Rich Correll                   | Bryan Behar & Steve Baldikoski                                     | 2019年12月6日 |
| 59   | 2    | 隠れた才能が大爆発           | Hale's Kitchen                       | Rich Correll                   | Linda Videtti Figueiredo                                           | 2019年12月6日 |
| 60   | 3    | ファミリービジネス           | Family Business                      | Rich Correll                   | Bob Keyes & Doug Keyes                                             | 2019年12月6日 |
| 61   | 4    | ママたちの夜遊び             | Moms' Night Out                      | Christian Jensen               | Amy Engelberg & Wendy Engelberg                                    | 2019年12月6日 |
| 62   | 5    | フラーチームでレディ・ゴー   | Ready Player Fuller                  | デイブ・クーリエ               | Maria Brown-Gallenberg                                             | 2019年12月6日 |
| 63   | 6    | 市長の大切なペット           | The Mayor's Bird                     | Rich Correll                   | John D. Beck & Ron Hart                                            | 2019年12月6日 |
| 64   | 7    | 40歳になったDJの誕生日レース | DJ's Amazing 40th Birthday Race      | Mark Cendrowski                | David A. Arnold                                                    | 2019年12月6日 |
| 65   | 8    | キミーのデート5連発          | Five Dates with Kimmy Gibbler        | キャンディス・キャメロン・ブレ | Will Griffin                                                       | 2019年12月6日 |
| 66   | 9    | 百万回でもイエス             | A Modest Proposal                    | Rich Correll                   | Nick Fascitelli                                                    | 2019年12月6日 |
| 67   | 10   | 特別な日のスーツ             | If the Suit Fits                     | Rich Correll                   | Bryan Behar & Steve Baldikoski                                     | 2020年6月2日  |
| 68   | 11   | 3人の結婚式とミュージカル    | Three Weddings and a Musical         | Lynn McCracken                 | Taylor Friedman                                                    | 2020年6月2日  |
| 69   | 12   | 七面鳥も凍る一大事           | Cold Turkey                          | デイブ・クーリエ               | Katie Gault                                                        | 2020年6月2日  |
| 70   | 13   | キャンパスツアー             | College Tours                        | Jody Margolin Hahn             | アンドリア・バーバー                                               | 2020年6月2日  |
| 71   | 14   | 秘められた才能の開花         | Basic Training                       | キャンディス・キャメロン・ブレ | David A. Arnold Amy Engelberg & Wendy Engelberg                    | 2020年6月2日  |
| 72   | 15   | 自分らしく自由に             | Be Yourself, Free Yourself           | Rich Correll                   | Nick Fascitelli & Will Griffin Bob Keyes & Doug Keyes              | 2020年6月2日  |
| 73   | 16   | もうすぐ新婚ゲーム           | The Nearlywed Game                   | ジョディ・スウィーティン       | Jeff Silverstein Maria Brown-Gallenberg & Linda Videtti Figueiredo | 2020年6月2日  |
| 74   | 17   | 幸せを呼ぶ借り物             | Something Borrowed                   | Rich Correll                   | Beth Crudele John D. Beck & Ron Hart                               | 2020年6月2日  |
| 75   | 18   | ごちゃ混ぜ家族は永遠に       | Our Very Last Show, Again            | Rich Correll                   | Bryan Behar & Steve Baldikoski                                     | 2020年6月2日  |

## トリビア
- シーズン1第1話でかつてオリジナルシリーズに出演していた面々が集まり一人だけ居ないミシェルの事をDJが尋ねダニーが来られないんだと答えると出演者全員がカメラに視線を向け出演しない事に対して不満にも取れるシーンがある。
- オリジナルシリーズ『フルハウス』のシーズン4第20話「レベッカの決心」の原題も「Fuller House（フラーハウス）」である[30]。
- オリジナルシリーズ『フルハウス』のシーズン6第3話「いざトーキョー・ツアー」で、ライブの司会者役をしていた女優は、本作のシーズン3第8話「もしかして赤ちゃん」で産婦人科医の役として出演した[31]。
- シーズン4第1話「クリスマスの奇跡」で、ビデオカメラに映る幼少期のマックスを演じていたのは、マックス役のエライアス・ハーガーの実弟のアイザック・ハーガーである[32]。

## リリース・関連商品

### 作品DVD
- ファースト・シーズン コンプリート・ボックス（4枚組）（2017年3月16日 日本版発売）
- セカンド・シーズン コンプリート・ボックス（2枚組）（2018年3月21日 日本版発売）[33]
- サード・シーズン コンプリート・ボックス（2枚組）（2019年2月6日 日本版発売）[34]
- フォース・シーズン コンプリート・ボックス（2枚組）（2020年3月4日 日本版発売）[35]
- ファイナル・シーズン コンプリート・ボックス（2枚組）（2021年6月9日 日本版発売）[36]